# Scozzesi
Gli scozzesi (in inglese Scottish people o Scots; in lingua gaelica scozzese: Albannach) sono il gruppo etnico nativo della Scozia. Hanno un'identità prevalentemente anglosassone nelle Lowlands scozzesi, nel Caithness, nelle Isole Shetland e nelle Isole Orcadi, mentre nelle Highlands e nelle isole Ebridi è prevalente l'identità celtica gaelica. La popolazione presente anticamente nella regione era formata da Pitti, Britanni e Scoti. A sud del Vallo di Adriano si formarono comunità romanizzate. All'arrivo degli Anglosassoni nelle Lowlands, le popolazioni pre-esistenti andarono a formare il popolo gaelico delle Highlands. Forte fu poi il contributo genetico dei vichinghi durante l'Alto Medioevo.
Gli scozzesi parlano oggi maggioritariamente la lingua inglese, mentre una cospicua percentuale della popolazione parla lo scots, lingua germanica tipica delle Lowlands e strettamente legata all'inglese, e un'esigua minoranza parla il gaelico scozzese, di derivazione celtica goidelica e preservatosi nelle Highlands, specialmente nelle Isole Ebridi.
Gli scozzesi sono circa 5120000, distribuiti in maniera molto poco omogenea sul territorio; nella cintura centrale, zona industriale dell'asse Glasgow-Edimburgo, la densità è di circa 700 abitanti per km², mentre in alcune regioni delle Highlands meno di due abitanti per km².